# 石切所村
石切所村（いしきりどころむら）は、昭和30年（1955年）まで岩手県二戸郡の北東部に存在していた村。現在の二戸市石切所にあたる。

## 地理
- 河川：馬淵川

## 沿革
- 明治22年（1889年）4月1日 - 町村制施行にともない、石切所村に福岡村の一部（穴牛・村松）を併せて新制の石切所村が発足。
- 昭和30年（1955年）3月10日 - 福岡町・御返地村・斗米村・爾薩体村と合併し、新制の福岡町となる。

## 行政
| 代      | 氏名       | 就任                      | 退任                       | 備考 |
| ------- | ---------- | ------------------------- | -------------------------- | ---- |
| 1       | 安ヶ平耕蔵 | 明治22年（1889年）5月22日 | 明治26年（1893年）5月8日   |      |
| 2       | 小野又市   | 明治26年（1893年）5月15日 | 明治30年（1897年）5月14日  |      |
| 3       | 原忠助     | 明治31年（1898年）4月27日 | 明治34年（1901年）3月23日  |      |
| 4       | 関庄五郎   | 明治34年（1901年）4月3日  | 明治38年（1905年）3月29日  |      |
| 5       | 原忠助     | 明治38年（1905年）4月28日 | 明治40年（1907年）3月12日  | 再任 |
| 6       | 関庄五郎   | 明治40年（1907年）5月1日  | 明治44年（1911年）4月28日  | 再任 |
| 7       | 小野又蔵   | 明治44年（1911年）5月31日 | 大正元年（1912年）11月21日 |      |
| 8 - 10  | 川原市太郎 | 大正2年（1913年）1月24日  | 大正11年（1922年）11月18日 |      |
| 11      | 戸来善次郎 | 大正12年（1923年）2月24日 | 昭和2年（1927年）2月23日   |      |
| 12 - 17 | 新田六助   | 昭和2年（1927年）5月26日  | 昭和21年（1946年）11月20日 |      |
| 18 - 19 | 目時定一   | 昭和22年（1947年）4月12日 | 昭和30年（1955年）3月9日   |      |

## 交通

### 鉄道
- 国鉄東北本線：北福岡駅